# نادي كيكسكيميت
نادي كيكسكيميت (بالمجرية: Kecskeméti TE)‏ هو نادي كرة قدم مجري تأسس في 1911 ، يقع مقره الرئيسي في كيكسكيميت، ويلعب في البطولة الوطنية المجرية.

## وصلات خارجية
- الموقع الرسمي